# Pentachaeta bellidiflora
Pentachaeta bellidiflora é uma flor silvestre da Califórnia pertencente ao gênero Pentachaeta da família Asteraceae. Está incluída nas listas estadual e federal de espécies em perigo.
É endêmica da Baía de São Francisco, na Califórnia, Estados Unidos, e ocorre apenas em altitudes inferiores a 620 metros. A flor Pentachaeta bellidiflora é encontrada principalmente em áreas rochosas e gramadas. Em 1999, o estado de conservação desta espécie foi caracterizado por uma população em declínio, com uma distribuição severamente reduzida e fragmentada. O nome específico bellidiflora refere-se à semelhança de suas flores com as margaridas comuns (Bellis).

## Descrição
Pentachaeta bellidiflora é uma pequena flor silvestre anual que cresce a partir de uma raiz primária delgada, que, embora pareça lisa, é coberta por pelos finos. Os caules, com poucos tricomas, variam de 6 a 17 cm de comprimento e são geralmente simples ou ramificados na metade inferior da planta. São eretos, flexíveis e de cor verde a avermelhada. As folhas de raios brancos são estreitas, de formato linear, com bordas ciliadas (franjadas com tricomas) e verdes, medindo menos de 4,5 cm de comprimento e 1 mm de largura. As superfícies superior e inferior das folhas são lisas.
As inflorescências terminais consistem em quatro ou cinco cabeças solitárias e aproximadamente circulares por planta. Os pedúnculos são finos, com invólucros em forma de sino, medindo de 3 a 7 mm, variando de glabros a levemente peludos. Como todas as espécies do gênero, Pentachaeta bellidiflora possui brácteas involucrais verdes em duas a três séries geralmente iguais, de formato lanceolado a obovado, com margens amplamente escariosas (secas e membranosas), e um receptáculo nu. As corolas amarelas têm cinco lóbulos, e cada um dos 16 a 38 floretes em forma de disco (por cabeça) apresenta extremidades de estilete lineares e agudas. Podem ser ligeiramente avermelhadas na parte inferior. Os frutos têm de 1,5 a 3,0 mm de diâmetro, geralmente comprimidos em forma oblonga a fusiforme, e são cobertos por pequenos tricomas. A planta apresenta papus frágeis com cinco ou menos cerdas finas, ligeiramente expandidas na base. A floração ocorre de final de março até final de junho. Do ponto de vista cromossômico, a espécie é diploide, contendo um conjunto de cromossomos de cada progenitor, com 2n=18.

## Distribuição e habitat
Pentachaeta bellidiflora é encontrada em campos de solo serpentino e em vales e encostas de campos. Atualmente, é conhecida por sobreviver apenas em comunidades de capim tussok serpentino e pradarias nativas em duas pequenas áreas do Condado de San Mateo, incluindo populações no Parque do Condado de Edgewood [en] e em terras do Distrito de Água de São Francisco, em afloramentos serpentinos nas encostas orientais do Reservatório Crystal Springs, próximo à Rodovia Estadual 92. Anteriormente, ocorria desde o Condado de Marin até o Condado de Santa Cruz. Um estudo afirma que resta apenas uma população. A distribuição anterior é definida pelos seguintes mapas do Serviço Geológico dos Estados Unidos: Soquel (387B)* 3612188, Santa Cruz (387E) 3612281, Castle Rock Ridge (408A)* 3712221, Big Basin (408B)* 3712222, Davenport (408C)* 3712212, Felton (408D)* 3712211, Woodside (429A) 3712243, San Francisco South (448B)* 3712264, Montara Mountain (448C)* 3712254, San Mateo (448D)* 3712253, San Quentin (466B)* 3712284, San Rafael (467A)* 3712285, Point Bonita (467D)*.

## Conservação
Na época da declaração de status de ameaça federal, a constatação da Agência de Proteção Ambiental dos Estados Unidos foi que a população total da espécie era tão pequena e fragmentada que estava sujeita à extinção estocástica. A recente destruição de habitat por planejamento urbano, uso de veículos off-road e ações de equipes de manutenção de rodovias foram responsáveis pela severa redução na distribuição e viabilidade desta espécie.
O tamanho das populações varia de ano para ano, dependendo da precipitação local e da competição com plantas invasoras. Em 1997, Pentachaeta bellidiflora foi tema de um workshop de recuperação conduzido pelo Departamento de Peixes e Caça da Califórnia, onde a necessidade de proteger e gerenciar permanentemente as populações existentes e estratégias de reintrodução em habitats protegidos adequados foram analisadas. Ações de manejo e recuperação para a espécie foram abordadas no Plano Federal de Recuperação para Espécies de Solo Serpentino da Área da Baía de São Francisco, finalizado em 1998.